# Famille de Mandon
La famille de Mandon olim Mandon est originaire du Bourbonnais. Son premier auteur connu s'installa en 1441 en Provence où ses membres d'abord notaires et tenant un comptoir de mercerie à Arles, s'engagèrent ensuite dans la carrière des armes et la magistrature. Cette famille fut anoblie en 1565 et s'éteignit en 1837.

## Histoire
D'après des mémoires domestiques (familiaux) le premier auteur connu de cette famille Charles Mandon, serait un cadet des seigneurs de Sindrai (ou Sindray) en Bourbonnais et suivit en Provence la princesse Marie de Bourbon, fille de Charles Ier de Bourbon quand elle fut mariée à Jean d'Anjou, Duc de Calabre, fils de René, roi de Sicile et comte de Provence ,. Cependant aucune source ne vient confirmer cette filiation.
Charles de Mandon contracta alliance avec Alize de Destrech le 3 décembre 1441 à Arles. De ce mariage il eut deux fils : Philippe qui continua et Jacques, religieux  de l'Ordre de Saint Dominique, docteur de la Sorbonne.
Au Moyen Âge, les Mandon sont une famille de notaires et de merciers à Arles. Ils doivent leur anoblissement à des faits d'armes.
En 1539, Magdelaine Mandon est indiquée dans son contrat de mariage, fille de feu Guillaume Mandon, notaire.
En 1554, Pierre Mandon est notaire.
François Mandon, marchand d'Arles, quitte son comptoir de mercerie pour prendre du service. Gouverneur de Saint-Rémy par lettre du comte de Tende en 1562, il est anobli par Charles IX par lettres données à Toulouse en mars 1565.
Un frère de François Mandon, nommé Pierre fut l’auteur d’une branche nommée "Mandon de Monde". Elle obtint en 1631 des lettres de noblesse qui ne furent pas enregistrées et fut condamnée en 1667 à l’amende des faux nobles.
La famille de Mandon s'éteignit en 1837 avec Charles Alexis de Mandon, (Né en 1799), marié le 16 janvier 1828 à Pont-Saint-Esprit avec Anaïs Galaup de Lézert (1806-1870) (dont un enfant mort en bas âge). Il mourut noyé le 11 août 1837 à Tarascon lors d'un débordement du Rhône.

## Personnalités
- François de Mandon, d'abord marchand, il quitte son comptoir de mercerie pour prendre du service. Capitaine d'une galère sous la bannière de l'Ordre de Malte, commandant de l'artillerie en Languedoc, il se distingua par sa bravoure lors des guerres de religion contre les Huguenots. Il fut nommé gouverneur de Saint-Rémy par lettre du comte de Tende en 1562. Il est anobli par lettres données à Toulouse en mars 1565[9]. Il épousa le 26 septembre 1563 Louise Martin et mourut le 3 août 1575 (Inhumé au couvent des Cordeliers à Arles).
- Pierre de Mandon, seigneur du Cazau, fils du précédent, gentilhomme d'une grande valeur et renommé pour son amour pour les belles lettres, docteur es droits, consul d'Arles en 1608, marié à Catherine d'Icard.
- Trophime de Mandon, seigneur du Cazau, fils du précédent, marié le 6 janvier 1622 avec Marguerite de Someyre, élu premier consul de la ville d'Arles en 1663.

## Pour approfondir